# Биранга
Планината Бира̀нга (на руски: горы Бырранга) е обширна планинска система на полуостров Таймир, в Северен Сибир, в северната част на Красноярски край, Русия. Простира се от запад-югозапад към изток-североизток, на протежение около 1100 km от бреговете на Енисейския залив до бреговете на море Лаптеви. На север плавно се понижава към северното крайбрежие на полуостров Таймир, а на юг – със стръмни склонове се спуска към Северосибирската низина. Ширина над 200 km.
Планината представлява система от паралелно или кулисообразно разположени планински вериги и обширни вълнисти плата. Проломните долини на реките Пясина и Таймира я разделат на три части – западна (височина 250 – 320 m), средна (400 – 600 m) и източна (600 – 1000 m). В източната част се издига най-високата ѝ точка връх Ледена 1125 m (75°52′13″ с. ш. 107°48′59″ и. д. / 75.870278° с. ш. 107.816389° и. д.). Планината Биранга е изградена от скали с докамбрийска и палеозойска възраст, сред които най-често се срещат скалите от габро и даибаз.
Климатът е студен, рязко континентален. Средна януарска температура –30 °C до –33 °C, средна юлска – от 2 °C до 10 °C. Пролетта настъпва през юни, а още през август средните денонощни температури се спускат под 0 °C. Годишната сума на валежите е малка – от 120 до 400 mm. Въпреки малката си надморска височина, планинските ледници заемат площ над 50 km2.
От планината водят началото си множество големи и малки реки, в т.ч. река Таймира с притока си Шренк, леви и десни притоци на Пясина и стотици по-малки реки, вливащи се директно в Карско море и море Лаптеви.
Планината е покрита с растителност, характерна за каменистата арктическа тундра, като преобладават мъховете и лишеите. Животинският свят е представен от леминги, песец, северен елен, полярна гъска, бяла сова и др.
През 1736 г. руският мореплавател лейтенант Василий Прончишчев, по време на плаването си покрай източния бряг на полуостров Таймир, пръв вижда на запад източните части на планината. От 1739 до 1742 г. участниците в отряда на лейтенант Харитон Лаптев - Никифор Чекин, Василий Медведев и самия Лаптев, по време на Великата Северна експедиция неколкократно прекосяват полуостров Таймир в различни направления, първи установяват наличието на планинската система и правят първото описание и грубо картиране. През 1843 г. руският географ и ботаник Александър Мидендорф провежда експедиция на полуострова и извършва първите научни изследвания и топографски снимки в планината. През 1921-22 г. геологът Николай Урванцев изследва западните части на полуострова и установява, че планината Биранга се простира и на запад от река Пясина, а през 1928 г. руският ботаник Александър Толмачов изследва източната част на полуострова и пръв топографски заснема тези райони, като открива неизвестно дотогава плато.